# Tunuslar (Ağlı)
Tunuslar is een dorp in het Turkse district Ağlı  en telt 61 inwoners.
Tunuslar bevindt zich in de provincie van Kastamonu, niet ver van Ankara. Het dorpje is gesticht door Tunesische strijders die in 1853 waren gekomen om het Ottomaanse rijk te helpen in haar strijd tegen het Russische rijk. 15.000 Tunesiërs hebben zich toen gevoegd bij het Ottomaanse leger. Het Ottomaanse rijk zou uiteindelijk de overwinning behalen en deze Tunesische mannen besloten om te blijven in het huidige Turkije en hebben toen dit dorpje gesticht.
| Jaartal | totaal | man | vrouw |
| ------- | ------ | --- | ----- |
| 2018    | 61     | 29  | 32    |
| 2017    | 60     | 27  | 33    |
| 2016    | 63     | 28  | 35    |
| 2015    | 62     | 28  | 34    |
| 2014    | 61     | 26  | 35    |
| 2013    | 55     | 27  | 28    |
| 2012    | 54     | 28  | 26    |
| 2011    | 57     | 29  | 28    |
| 2010    | 56     | 29  | 27    |
| 2009    | 53     | 28  | 25    |
| 2008    | 52     | 27  | 25    |
| 2007    | 58     | 28  | 30    |

Centrale districtsplaats (İlçe Merkezi): Ağlı
Dorpen (Köyler):
Adalar · Akçakese · Akdivan · Bereketli · Fırıncık · Gölcüğez · Kabacı · Müsellimler · Oluközü · Selmanlı · Tunuslar · Turnacık · Yeşilpınar